# ビーゴ湾の海戦
ビーゴ湾の海戦（La batalla de RandeまたはLa batalla de Vigo、Battle of Vigo bay）は、スペイン継承戦争中の海戦の一つ。イングランド・オランダ連合艦隊とスペイン・フランス連合艦隊の間で戦われ、英蘭連合艦隊の勝利に終わった。

## 概要
新大陸の莫大な富を積んだスペインの商船及び護衛の軍艦がビーゴ湾に停泊していたが、イングランドはこれをスコットランド侵略を企図しているとして同盟国のネーデルラント連邦共和国と共に攻撃を加えることとした。スペインとフランスの連合艦隊は応戦したが軍艦の質やおそらく隻数でも劣っていたため、あえなく敗北した。また、湾口は封鎖されていたため逃亡することなく全滅することとなった。
イングランド・オランダ連合艦隊は新大陸の財宝を手に入れることに成功し、国庫を潤した。

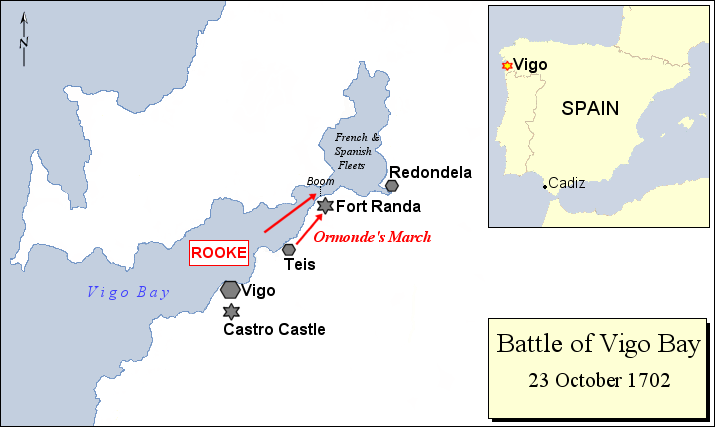
防鎖（boom）によって閉鎖されたビーゴ湾